# Marcelo Garcia
Marcelo Garcia (ur. 17 stycznia 1983 w Formidze) – brazylijski zawodnik submission fightingu oraz brazylijskiego jiu-jitsu. Czterokrotny Mistrz Świata ADCC w submission fightingu oraz pięciokrotny mistrz świata IBJJF w brazylijskim jiu-jitsu. Posiadacz czarnego pasa w bjj (III dan).

## Osiągnięcia
- Abu Dhabi Combat Club:
  - 2003: 1. miejsce w kat. 77 kg
  - 2005: 1. miejsce w kat. 77 kg
  - 2005: 3. miejsce w kat. absolutnej
  - 2007: 1. miejsce w kat. 77 kg
  - 2007: 2. miejsce w kat. absolutnej
  - 2009: 2. miejsce w kat. 77 kg
  - 2011: 1. miejsce w kat. 77 kg

- Mistrzostwa Świata IBJJF:
  - 2003: 2. miejsce w kat. 82 kg
  - 2004: 1. miejsce w kat. 82 kg
  - 2004: 3. miejsce w kat. absolutnej
  - 2006: 1. miejsce w kat. 82 kg
  - 2006: 3. miejsce w kat. absolutnej
  - 2009: 1. miejsce w kat. 82 kg
  - 2010: 1. miejsce w kat. 82 kg
  - 2011: 1. miejsce w kat. 82 kg

- Mistrzostwa Pan-amerykańskie IBJJF:
  - 2007: 1. miejsce w kat. 82 kg

- Mistrzostwa Brazylii:
  - 2004: 1. miejsce w kat. 82 kg
  - 2004: 2. miejsce w kat. absolutnej
  - 2006: 1. miejsce w kat. 82 kg
  - 2006: 1. miejsce w kat. absolutnej

- Puchar Świata BJJ:
  - 2009: 2. miejsce w kat. 75 kg
  - 2009: 3. miejsce w kat. absolutnej